# Сільськогосподарська продукція
Сільськогоспо́дарська проду́кція, сільськогосподарські товари — відповідно до п.п. 14.1.234 п. 14.1 ст. 14 Податкового кодексу України (ПКУ), це продукція/товари, що підпадають під визначення груп 1 - 24 Українського класифікатора товарів зовнішньоекономічної діяльності (УКТ ЗЕД), якщо при цьому такі товари (продукція) вирощуються, відгодовуються, виловлюються, збираються, виготовляються, виробляються, переробляються безпосередньо виробником цих товарів (продукції), а також продукти обробки та переробки цих товарів (продукції), якщо вони були придбані або вироблені на власних або орендованих потужностях (площах) для продажу, переробки або внутрішньогосподарського споживання.
До сільськогосподарської продукції належать наступні товари:
- живі тварини; продукти тваринного походження, зазначені у групах 01 - 05 УКТ ЗЕД;
- продукти рослинного походження, зазначені у групах 06 - 14 УКТ ЗЕД;
- жири та олії тваринного або рослинного походження; продукти їх розщеплення; готові харчові жири; воски тваринного або рослинного походження, зазначені у групі 15 УКТ ЗЕД;
- готові харчові продукти; алкогольні та безалкогольні напої і оцет; тютюн та його замінники, зазначені у групах 16 – 24 УКТ ЗЕД.

### Товарність с/г
За вартістю продукції рослинництво перевищує тваринництво.